# Territoires zéro chômeur de longue durée
« Territoires zéro chômeur de longue durée » (TZCLD) est une expérimentation de lutte contre le chômage de longue durée en France.
Imaginée en 2011 par ATD Quart monde et d'autres acteurs associatifs, elle fait l'objet d'une loi d'expérimentation en 2016 permettant d'initier la démarche, puis d'une autre le 14 décembre 2020 qui prévoit son déploiement jusqu'en 2026.
Depuis le 7 octobre 2016, une association du même nom a pour mission sa promotion et son développement.
Au 12 mai 2025, l'expérimentation compte 83 territoires et 92 entreprises à but d'emploi qui emploieraient plus de 3 800 personnes d'après le Fonds chargé de son pilotage.

## Histoire

### Genèse
Le projet a été imaginé par le mouvement ATD Quart monde et Patrick Valentin, économiste et dirigeant de structures d'insertion par l'activité économique dans le Maine-et-Loire,. Ils se rencontrent autour de l'idée d'un droit à l’emploi pour toutes celles et ceux qui souhaitent travailler.

#### Premières expérimentations
En 1959, un atelier est ouvert dans le camp de Noisy-le-Grand où est fondé le mouvement ATD Quart monde. Fin 1978, le mouvement ouvre un premier atelier de promotion professionnelle (APP) dans le secteur de la menuiserie. Six ans plus tard, une évaluation de cet atelier montre que les personnes privées d’emploi sont capables de se surpasser, d’apprendre et de transmettre aux autres si elles se trouvent dans un climat de respect et de confiance mutuels.
Le mouvement ATD Quart-Monde appuie son action sur le préambule de la Constitution du 27 octobre 1946 : « Chacun a le devoir de travailler et le droit d'obtenir un emploi. Nul ne peut être lésé, dans son travail ou son emploi, en raison de ses origines, de ses opinions ou de ses croyances ». 
En 1983, deux tiers des salariés de l’APP ont retrouvé un emploi dans les trois mois suivant leur sortie de l’atelier et le dernier tiers six mois après. Sur ces fondements, en 2001 est créée l'entreprise Travailler et apprendre ensemble qui va pousser le modèle plus loin en garantissant l'emploi en CDI et l'embauche de personnes éloignées de l'emploi sans sélection préalable,.
De son côté Patrick Valentin a réalisé à Seiches-sur-le-Loir (49) dès 1994 une étude de faisabilité d’un projet visant à proposer du travail à chaque chômeur de longue durée de la commune, en recensant les compétences de 59 chômeurs volontaires dans la commune et en listant les besoins non satisfaits qui pourraient correspondre à ces compétences. Faute de financement, celui-ci ne peut être mis en œuvre.
Tous considèrent que l’évolution du marché du travail en France reste marquée depuis plusieurs années par une très faible augmentation de créations d’emplois, une polarisation accrue entre emplois qualifiés et emplois peu qualifiés et une fracture territoriale croissante depuis le début des années 2000 entre les métropoles, dans lesquelles sont désormais concentrées les créations d'emplois, et le reste du pays,.

#### Mise en place du projet
Au début des années 2010, ATD Quart monde et Patrick Valentin conçoivent les bases du modèle Territoires zéro chômeur de longue durée. Ils imaginent la combinaison de six principes: l’exhaustivité territoriale, l’embauche sans sélection, la qualité de l’emploi, le temps choisi, l'emploi-formation et la création nette d’emplois. Le modèle repose alors sur trois hypothèses : personne n’est inemployable, ce n’est pas le travail qui manque et ce n’est pas l’argent qui manque.
En 2015, le mouvement réalise une étude macroéconomique qui évalue l’ensemble de ces coûts à, au minimum, entre 16 et 19 000 € par personne et par an,. Or l’expérience de l’insertion par l'activité économique (IAE) laisse alors penser qu’avec une telle somme, il est possible d’embaucher toute personne au SMIC à plein temps, le reste du coût de l’emploi étant assuré par la production réalisée.
En parallèle de ce travail conceptuel, une mobilisation plus opérationnelle s'engage au sein de quelques territoires plutôt ruraux, sollicités et accompagnés par les membres du mouvement à partir de 2013 : Pipriac et Saint-Ganton (35), Colombey-les-Belles (54), Prémery (58) et Mauléon (79). 

### La première phase d'expérimentation (2016-2020)
En 2014, le député PS de Côte-d'Or, Laurent Grandguillaume, constitue un groupe de députés pour évaluer et promouvoir ce projet. Il s’appuie sur le droit à l’expérimentation des collectivités territoriales inscrit depuis 2003 dans la Constitution. 
Le 27 avril 2015 une manifestation à proximité du Palais Bourbon permet une première médiatisation du projet. L'expérimentation est alors soutenu par un collectif d'associations en plus d'ATD Quart monde : Emmaüs France, le Secours catholique, de la Fédération des acteurs de la solidarité et du Pacte civique. 
Le président de l’Assemblée nationale, Claude Bartolone, saisit le Conseil économique, social et environnemental (CESE) qui se déplace en Ille-et-Vilaine pour auditionner les acteurs locaux engagés dans l’expérimentation. En tant qu’auteur de la proposition de loi, Laurent Granguillaume saisit le Conseil d’État afin de disposer d’un avis. Les deux avis positifs du Conseil d’État et du CESE, crédibilisent la démarche.
Déposée en juillet 2015, la proposition de loi « d'expérimentation territoriale visant à résorber le chômage de longue durée » est finalement adoptée à l'unanimité de l'Assemblée nationale et du Sénat, et est promulguée le 1er mars 2016.
A l'été 2016 se met en place le Fonds d’expérimentation territoriale contre le chômage de longue durée et un décret vient définir les contours du fonctionnement de l'expérimentation : évaluation, gestion du Fonds d'expérimentation, comités locaux pour l'emploi, conventionnement des entreprises dites "à but d'emploi". Il indique aussi le montant de la fraction de rémunération prise en charge par le Fonds d'expérimentation.
Enfin, le 24 novembre 2016, les 10 premiers territoires d’expérimentation sont habilités par arrêté ministériel,. Tous comptent entre 5000 à 10 000 habitants, la moitié recouvrant une ou plusieurs communes dans leur totalité, pour les autres étant des quartiers d'une commune plus grande.

### La seconde phase d'expérimentation (2020-2026)
Sur proposition de loi de la députée Marie-Christine Verdier-Jouclas (LREM) la loi relative au renforcement de l’inclusion dans l’emploi par l’activité économique et à l’expérimentation « territoires zéro chômeur de longue durée » est adoptée en première lecture à l'Assemblée nationale le 16 septembre 2020, puis le 13 octobre 2020 par le Sénat. Après engagement de la procédure accélérée par le Gouvernement, la commission mixte paritaire parvient à un accord, le texte final est promulgué le 14 décembre 2020,.
Début août 2023, le ministère du Travail impose, par arrêté, une baisse de la prise en charge des emplois créés dans le cadre de l'expérimentation TZCLD de 102 % à 95 % du SMIC à partir du 1er octobre au 30 juin 2024

## Fonctionnement de l'expérimentation
L'expérimentation TZCLD se veut d'abord un projet local, porté dans chaque territoire par un "Comité Local pour l'Emploi" et une ou plusieurs Entreprises à but d'emploi. A l'échelle nationale, un Fonds sui generis pilote l'habilitation des territoires et le financement des entreprises à but d'emploi.

### Entreprises à but d'emploi
Une Entreprise à but d'emploi (EBE) est une organisation de l'économie sociale et solidaire telle que définie par la loi relative à l'économie sociale et solidaire du 31 juillet 2014 et peut donc être constituée selon plusieurs formes juridiques (association loi de 1901, SCIC, SCOP, agrément ESUS). Cette structure (existante ou à créer) est conventionnée par le Fonds d’expérimentation territoriale contre le chômage de longue durée.
Une EBE a principalement trois objectifs :
- assurer l'embauche des personnes privées d’emploi sans sélection en créant des emplois à proportion des besoins du territoire
- créer et développer des activités utiles qui ne sont pas réalisées sur son territoire,
- atteindre la viabilité économique en complétant la réallocation des dépenses passives par du chiffre d'affaires

### Comité local pour l'emploi
Prévu par les deux lois d'expérimentation, les Comités locaux pour l'emploi réunissent tout acteur local concerné par la lutte contre le chômage de longue durée (représentants des collectivités locales, de l'Etat et de France Travail, acteurs économiques locaux, personnes privées d'emploi...). Ils sont présidés par un élu de la collectivité locale sur laquelle se déroule l'expérimentation.
Ses missions sont définies par la loi :
1. Identifier les activités économiques non pourvues
2. Déterminer l'éligibilité des personnes dont l'embauche est envisagée
3. Informer, mobiliser et accompagner les personnes privées durablement d'emploi
4. Promouvoir le conventionnement d'entreprises existantes comme entreprise à but d'emploi, ou leur création

### Fonds d'expérimentation
Constitué en association intitulée « Expérimentation territoriale contre le chômage de longue durée », le Fonds est administré par un Conseil d’administration réunissant des représentants de l’État, des organisations syndicales de salariés et d’employeurs, des associations de collectivités territoriales, des parlementaires, des Comités locaux pour l'emploi et autres organismes publics impliqués dans le dispositif.
Il a notamment pour missions de financer une fraction de la rémunération des personnes embauchées dans les entreprises à but d’emploi, d'approuver les modalités de fonctionnement du Comité local pour l'emploi et de dresser le bilan de cette expérimentation.

## Liste des territoires habilités par région
Au 1er juillet 2024, l'appel à candidatures pour la 2e phase de l'expérimentation est clos mais les procédures d'habilitations des territoires candidats avant la clôture se poursuivent car elles nécessitent un décret en Conseil d’État. Le nombre total de territoires habilités s’élève au 12 mai 2025 alors à 83.
Toutes les régions françaises à l'exception de la Guyane comptent au moins un territoire habilité. Les régions en comptant le plus sont l'Auvergne Rhône-Alpes et l'Île de France, chacune avec respectivement 13 et 12 territoires. Les département le plus dotés sont la Nièvre, la Loire-Atlantique et le Nord, avec 5 territoires habilités chacun.

### Auvergne-Rhône Alpes
| Département       | Commune principale concernée | Date d'habilitation | Nom du territoire                       | Entreprises à But d'Emploi                                                   |
| ----------------- | ---------------------------- | ------------------- | --------------------------------------- | ---------------------------------------------------------------------------- |
| Métropole de Lyon | Villeurbanne                 | 24 novembre 2016    | Villeurbanne Quartier Saint Jean        | EmerJean, Enjoué Engagés                                                     |
| Puy-de-Dôme       | Thiers                       | 24 novembre 2016    | Thiers                                  | Actypoles Thiers (fermée), INSERFAC-EBE La Ferme de Lucien Thiers Entreprise |
| Ardèche           | Le Teil                      | 23 décembre 2021    | Le Teil                                 | ActiviTeil, Déclic et des claps                                              |
| Isère             | Echirolles                   | 10 février 2022     | Echirolles Ouest                        | SOLEEO                                                                       |
| Puy-de-Dôme       | Gerzat                       | 3 juin 2022         | Gerzat - Les Vergnes                    | Job'EBE Jardins solidaires Insercoop                                         |
| Métropole de Lyon | Lyon                         | 3 juin 2022         | Lyon 8e - La Plaine Santy               | SPactions                                                                    |
| Métropole de Lyon | Saint Fons                   | 26 juillet 2022     | Saint Fons - Arsenal-Carnot, Parmentier | SFaire                                                                       |
| Isère             | Mens                         | 3 octobre 2022      | Communauté de communes du Trièves       | Pep's Trièves                                                                |
| Drôme             | Livron-sur-Drôme             | 28 octobre 2022     | Val de Drôme - Livron sur Drôme         | Val d'Emploi                                                                 |
| Haute-Loire       | Le Puy-en-Velay              | 21 décembre 2022    | Territoire zéro chômeur Le Puy-en-Velay | Les Ateliers Aniciens                                                        |
| Métropole de Lyon | Villeurbanne                 | 21 décembre 2022    | Villeurbanne - Les Brosses              | Bross'Up                                                                     |
| Savoie            | Montmélian                   | 9 mai 2023          | Cœur de Savoie Val Gelon                | Actival73                                                                    |
| Haute-Loire       | Langeac                      | 21 mars 2025        | Rives du Haut Allier                    | UTILES (Un territoire d’initiatives locales, environnementales et sociales)  |

### Bourgogne Franche-Comté
| Département | Commune principale concernée | Date d'habilitation | Nom du territoire                  | Entreprises à But d'Emploi |
| ----------- | ---------------------------- | ------------------- | ---------------------------------- | -------------------------- |
| Nièvre      | Premery                      | 24 novembre 2016    | Loire, Nièvre et Bertranges        | EBE58                      |
| Nièvre      | Luzy                         | 3 juin 2022         | Pays Luzycois                      | EBE du Pays Luzycois       |
| Nièvre      | Lormes                       | 3 juin 2022         | Les Portes du Morvan               | EBE Portes du Morvan       |
| Nièvre      | Clamecy                      | 26 juillet 2022     | Vaux d'Yonne                       | EBE des Vaux d'Yonne       |
| Nièvre      | Moulins-Engilbert            | 3 octobre 2022      | Bassin de vie de Moulins Engilbert | O'ser                      |
| Côte-d'Or   | Semur-en-Auxois              | 28 novembre 2022    | Semur-en-Auxois                    | EBE 21                     |

### Bretagne
| Département     | Commune principale concernée | Date d'habilitation | Nom du territoire           | Entreprises à But d'Emploi |
| --------------- | ---------------------------- | ------------------- | --------------------------- | -------------------------- |
| Ille-et-Vilaine | Pipriac, Saint Ganton        | 24 novembre 2016    | Pipriac Saint Ganton        | TEZEA,                     |
| Morbihan        | Vannes                       | 3 décembre 2021     | Vannes-Ménimur              | AcSoMur                    |
| Côtes d'Armor   | Plouguernével                | 23 décembre 2021    | Centre Ouest Bretagne       | EBE COB                    |
| Ille-et-Vilaine | Rennes                       | 26 juillet 2022     | Rennes - Le Blosne          | Blosn'up                   |
| Finistère       | Saint Thégonnec              | 13 mars 2023        | Saint Thégonnec Loc Eguiner | Nevez Amzer                |
| Côtes d'Armor   | Saint Brieuc                 | 12 juin 2023        | Saint Brieuc - Ploufragan   | Au Coeur de l'Emploi       |
| Finistère       | Concarneau                   | 5 juillet 2024      | Concarneau                  | Treuzell                   |

### Nouvelle Aquitaine
| Département         | Commune principale concernée | Date d'habilitation | Nom du territoire                                 | Entreprises à But d'Emploi                                           |
| ------------------- | ---------------------------- | ------------------- | ------------------------------------------------- | -------------------------------------------------------------------- |
| Deux-Sèvres         | Mauléon                      | 24 novembre 2016    | Mauléon                                           | Entreprise solidaire d'initiatives et d'actions mauléonnaise (ESIAM) |
| Vienne              | Châtellerault                | 3 décembre 2021     | Tope 5 du Châtelleraudais                         | Le Ressort                                                           |
| Pyrénées-Atlantique | Pau                          | 3 juin 2022         | Pau - Foirail, Montpensier, Triangle, Les Anglais | ECLOZ                                                                |
| Vienne              | Poitiers                     | 3 octobre 2022      | Poitiers                                          | Papiole, GESC                                                        |
| Haute-Vienne        | Saint Léonard de Noblat      | 16 novembre 2023    | Communauté de commune de Noblat                   | Noblatout                                                            |
| Gironde             | Bordeaux                     | 24 avril 2024       | Bordeaux - Grand Parc                             | Groupement d’Employeurs Grand-Parc Solidaire Seconde unité d'EBE     |
| Vienne              | Jaunay-Marigny et Dissay     | 21 mars 2025        | Jaunay-Marigny / Dissay                           | Oxalys                                                               |
| Gironde             | Castillon-la-Bataille        | 15 avril 2022       | Castillon-la-Bataille                             | Casti'Lab                                                            |
| Landes              | Mimizan                      | 21 mars 2025        | Communauté de communes de Mimizan                 | SEVE 40                                                              |

### Île de France
| Département       | Commune principale concernée | Date d'habilitation | Nom du territoire                                | Entreprises à But d'Emploi                          |
| ----------------- | ---------------------------- | ------------------- | ------------------------------------------------ | --------------------------------------------------- |
| Paris             | Paris                        | 24 novembre 2016    | Paris 13e - Oudiné-Chevaleret et Bédier-Boutroux | 13 avenir                                           |
| Paris             | Paris                        | 10 février 2022     | Paris 19e - Rosa Parks                           | Emile & Rosa                                        |
| Val d'Oise        | Bouffémont                   | 15 avril 2022       | Bouffémont-Attainville-Moiselles                 | BAM emplois services (fermée)                       |
| Paris             | Paris                        | 26 juillet 2022     | Paris 18e - Chapelle Nord                        | ReparSeb                                            |
| Seine-Saint-Denis | Bagnolet                     | 21 décembre 2022    | Bagnolet - Capsulerie et la Noue Jean Lolive     | Caps comme Noue                                     |
| Seine-Saint-Denis | Pantin                       | 21 décembre 2022    | Pantin - Les Quatre Chemins                      | Pantin Activités Métiers                            |
| Paris             | Paris                        | 6 avril 2023        | Paris 20e - Fougères Le Vau                      | La Compagnie du 20e                                 |
| Val d'Oise        | Cergy                        | 16 novembre 2023    | Cergy                                            | CESIL (Cergy Entreprise Solidaire Innovante Locale) |
| Yvelines          | Les Mureaux                  | 28 juillet 2023     | Les Mureaux - Stade Léo Lagrange, bord de Seine  | Murenvol                                            |
| Essonne           | Epinay-sous-Sénart           | 24 avril 2024       | Epinay sous Sénart Plaine et Cinéastes           | Nouvel'R                                            |
| Hauts-de-Seine    | Antony                       | 5 juillet 2024      | Antony - Noyer Doré, Pajeaud                     | Antraide                                            |
| Seine-Saint-Denis | Bondy                        | 5 juillet 2024      | Bondy - Noue Caillet, Terre-saint-Blaise         |                                                     |

### Grand Est
| Département        | Commune principale concernée | Date d'habilitation | Nom du territoire                  | Entreprises à But d'Emploi                   |
| ------------------ | ---------------------------- | ------------------- | ---------------------------------- | -------------------------------------------- |
| Meurthe-et-Moselle | Colombey-les-Belles          | 24 novembre 2016    | Pays de Colombey et du Sud Toulois | EBE La Fabrique et la SCIC De Laine en Rêves |
| Haute-Marne        | Joinville                    | 28 juin 2022        | Bassin de Joinville en Champagne   | Les ComptoirsARIT EBE                        |
| Vosges             | Thaon-les-Vosges             | 6 février 2023      | Thaon-les-Vosges                   | L'Abel Initiative                            |
| Aube               | Troyes                       | 12 juin 2023        | Troyes - Champagne                 | Sequoia                                      |

### Normandie
| Département    | Commune principale concernée  | Date d'habilitation | Nom du territoire                                          | Entreprises à But d'Emploi |
| -------------- | ----------------------------- | ------------------- | ---------------------------------------------------------- | -------------------------- |
| Calvados       | Colombelles                   | 24 novembre 2016    | Colombelles                                                | ATIPIC,                    |
| Seine-Maritime | Port Jérôme sur Seine         | 3 juin 2022         | Port Jérôme sur Seine                                      | La Source                  |
| Seine-Maritime | Darnétal                      | 24 avril 2024       | Darnétal                                                   | ADELE                      |
| Seine-Maritime | Petit-Couronne                | 5 juillet 2024      | Petit-Couronne                                             | La Marcotte                |
| Seine-Maritime | Rouen et Sotteville-lès-Rouen | 21 mars 2025        | Grammont-Grenet-Voltaire-Lods (Sotteville-lès-Rouen/Rouen) | Rosalie                    |

### Hauts-de-France
| Département | Commune principale concernée | Date d'habilitation | Nom du territoire                                      | Entreprises à But d'Emploi       |
| ----------- | ---------------------------- | ------------------- | ------------------------------------------------------ | -------------------------------- |
| Nord        | Loos, Tourcoing              | 24 novembre 2016    | Quartiers les Oliveaux (Loos) et Phalempin (Tourcoing) | La Fabrique de l’EmploiLa Pioche |
| Nord        | Bailleul                     | 13 mars 2023        | Bailleul                                               | Esca'Belle Emploi                |
| Nord        | Lille                        | 13 mars 2023        | Lille-Fives                                            | TAF by CITEO                     |
| Nord        | Valenciennes                 | 6 avril 2023        | Valenciennes - Faubourg de Lille                       | La Barakajobs                    |
| Nord        | Roubaix                      | 5 juillet 2024      | Arc Nord-Ouest Roubaix                                 | EBE Ré'Emploi                    |

### Occitanie
| Département     | Commune principale concernée | Date d'habilitation | Nom du territoire                                      | Entreprises à But d'Emploi    |
| --------------- | ---------------------------- | ------------------- | ------------------------------------------------------ | ----------------------------- |
| Hérault         | Lodève                       | 3 juin 2022         | Lodève                                                 | L'Abeille Verte               |
| Ariège          | Saint Girons                 | 24 avril 2024       | Agglomération de Saint Girons                          | UBAC                          |
| Tarn-et-Garonne | Septfonds                    | 24 avril 2024       | Quercy Caussadais                                      | Quercy Interventions Services |
| Hérault         | Montpellier et Grabels       | 5 juillet 2024      | Montpellier - Hauts de Massane, -Grabels - La Valsière | Haut Val & Co                 |

### Centre Val-de-Loire
| Département    | Commune principale concernée | Date d'habilitation | Territoire              | Entreprises à But d'Emploi               |
| -------------- | ---------------------------- | ------------------- | ----------------------- | ---------------------------------------- |
| Indre-et-Loire | Bléré                        | 28 juin 2022        | Bléré Val de Cher       | La Boîte à Emploi                        |
| Loir-et-Cher   | Blois                        | 21 décembre 2022    | Blois                   | Yaka Blois                               |
| Indre-et-Loire | Tours                        | 24 avril 2024       | Tours - Sanitas Velpeau | Co-Hop'                                  |
| Cher           | Bourges                      | 24 avril 2024       | Bourges Côté Gibjoncs   | BEST (Bosser ensemble sur le territoire) |

### Pays de la Loire
| Département      | Commune principale concernée | Date d'habilitation | Nom du territoire                                         | Entreprises à But d'Emploi |
| ---------------- | ---------------------------- | ------------------- | --------------------------------------------------------- | -------------------------- |
| Loire-Atlantique | Pont-Château                 | 3 décembre 2021     | Pont-Château                                              | ESPACEA                    |
| Maine-et-Loire   | Montreuil-Bellay             | 10 février 2022     | Montreuil-Bellay                                          | ASURE                      |
| Maine-et-Loire   | Saumur                       | 10 février 2022     | Saumur Hauts-Quartiers / Chemin Vert                      | ASURE                      |
| Mayenne          | Laval                        | 18 juillet 2023     | Laval Grand Saint Nicolas                                 | Valorisons 53              |
| Loire-Atlantique | Nantes                       | 21 mars 2025        | Bottière - Pin Sec et nantes Est pour le Droit à l'emploi | BOREAL                     |
| Loire-Atlantique | Rezé                         | 21 mars 2025        | Rezé                                                      | L'Amarrez                  |
| Loire-Atlantique | Loireauxance                 | 21 mars 2025        | Loireauxance                                              |                            |
| Loire-Atlantique | Plessé                       | 21 mars 2025        | Plessé                                                    | La Boîte                   |

### Provence-Alpes-Côte-d'Azur
| Département      | Commune principale concernée | Date d'habilitation | Nom du territoire     | Entreprises à But d'Emploi |
| ---------------- | ---------------------------- | ------------------- | --------------------- | -------------------------- |
| Bouches-du-Rhône | Jouques                      | 24 novembre 2016    | Jouques               | ELAN                       |
| Vaucluse         | Apt                          | 26 juillet 2022     | Pays d'Apt en Lubéron | Zou Vaï                    |

### Corse etFrance d'outre-mer
| Département/Région | Commune principale concernée | Date d'habilitation | Nom du territoire                              | Entreprises à But d'Emploi                 |
| ------------------ | ---------------------------- | ------------------- | ---------------------------------------------- | ------------------------------------------ |
| La Réunion         | Le Port                      | 28 novembre 2022    | Le Port - Hyacinthe, Parc Boisé, Cœur Saignant | Synergie PEI - La Halle du réemploi        |
| La Martinique      | Rivière-Pilote               | 28 novembre 2022    | Rivière-Pilote - quartier Escarvaille          | Entreprise pilotine d'activités solidaires |
| Guadeloupe         | Sainte-Rose                  | 24 avril 2024       | Sainte-Rose                                    | EKO SYSTEM                                 |
| Haute-Corse        | San Nicolao                  | 5 juillet 2024      | Costa Verde                                    |                                            |

## Essaimage dans d'autres pays
L'expérimentation a inspiré directement plusieurs initiatives hors de France, encouragées notamment dans l'Union Européenne par le Comité des régions.
- en Italie, Territori a disoccupazione zero initiée par le conseil municipal de Rome[250];
- en Belgique, l'expérimentation a été reprise par la Wallonie sous le nom de TerritoiR'ES pour Territoires de réparation par l'économie sociale[251],[252];
- en Suisse, dans le canton de Vaud, l'association Cantons zéro chômeur de très longue durée porte un projet d'expérimentation

## Critiques

### Positives
Sophie Quentin, du Medef, estime que « ce projet donne la possibilité d’ouvrir de nouveaux marchés. C’est l’avenir ! ».

### Négatives
La Confédération française des travailleurs chrétiens (CFTC) met en garde contre « un effet pervers de concurrence entre travailleurs fragiles ».

#### Documentaire
- Marie-Monique Robin, « Nouvelle cordée », documentaire, 114 minutes, M2R Films, 2019